# Gewog di Kurtoe
Il gewog di Kurtoe è uno degli otto raggruppamenti di villaggi del distretto di Lhuntse, nella regione Orientale, in Bhutan.